# Rudna Glava
Rudna Glava je měděný důl z pozdní doby kamenné. Nachází se ve Východním Srbsku nedaleko soutěsky Železná vrata a leží na území Národního parku Đerdap. Spolu s dolem Aj Bunar v severozápadním Bulharsku patří mezi nejstarší důlní díla v pravěké Evropě. Prokazuje časový předstih měděné metalurgie v Evropě oproti Přední Asii.

## Lokalizace
Důl se nachází na obou svazích říčky Šašky, která je levostranným přítokem Porečky. Porečka se vlévá zprava do Dunaje v polovině soutěsky Železná vrata. Nejbližším sídlem je osada Rudna Glava a dále městečko Majdanpek. Zde leží povrchový měděný důl Majdanpek se zásobami měděné a zlaté rudy významnými ve světovém měřítku.

## Historie
První archeologické práce začaly v roce 1969. V tomto roce došlo k napouštění vodního díla Železná vrata a přehradní jezero definitivně zatopilo archeologickou lokalitu Lepenski Vir. Většina nálezů byla přenesena nad novou hladinu do skanzenu Lepenski Vir, ale bez ohledu na otázky, které později vyvstaly při výzkumu dolu Rudna Glava. Každopádně v nádobách první vrstvy sídla Lepenski Vir byly nalezeny měděné kuličky, které nemohly být vyrobeny z nálezů čisté mědi, ale musely být vyrobeny metalurgickým procesem. Datování metalurgie mědi se tak posunulo za hranici 6 000 let před naším letopočtem a byl tak prokázán výrazný časový předstih oproti do té doby upřednostňované Přední Asii. Nálezy na dně samotných pravěkých šachet jednoznačně prokázaly vazbu na kulturu Vinča v období 4 500 let př. n. l. Těžba v dole probíhala kontinuálně až do antiky. To se již do popředí zájmu dostaly sulfidické formy těžené spolu s rudami železnými a dolování se přeneslo dále do oblasti současného dolu Majdanpek. Vzhledem k přestěhování důlních aktivit k Majdanpeku zůstala velká část pravěkého důlního díla nepoškozena.

## Způsoby dobývání
Archeologické vykopávky odhalily přes dvacet prehistorických důlních šachet, které sledovaly žíly měděné rudy v celém vápencovém masivu. Základní skladbu tvořil malachit, azurit a v menším množství kuprit. Některé žíly byly sledovány 15 až 20 metrů do středu kopce s malými horizontálními přístupovými plošinami vybíhajícími z hlavní šachty. V případech, kdy se zdálo, že šachta hrozila zřícením, stavěli horníci z vyhloubených trosek kamenné opěrné zdi.
Prehistoričtí horníci, vyzbrojeni kamennými palicemi a krumpáči z parohu, sledovali vertikální žíly měděné rudy směrem do svahu a vzhůru. Používali metodu ohřevu a ochlazení, aby rozbili rudu a usnadnili těžbu. Nejprve zapálili ohně podél stěny. Potom na rozpálenou horninu vylili vodu, což způsobilo její popraskání a tím se usnadnilo její odštípnutí.
V okolí dolu nebyly objeveny pozůstatky stálého osídlení. V nejbližší osadě Lepenski Vir byla nalezena keramika s grafitovým výmazem, která mohla poskytnout redukční prostředí. V počátcích se jednotlivé rody staraly o vlastní metalurgickou výrobu stejně jako o vlastní keramiku, časem došlo ke specializaci, nicméně o přesném způsobu zpracování rudy lze pouze spekulovat, stejně jako o způsobu a směru dopravy. Pokud odpovědi na některé otázky leží v neodkrytých částech sídla Lepenski Vir, leží již na dně přehradního jezera.